# حصة بنت صالح الدخيل
حصه بنت صالح الدخيل، تنتسب إلى أسرة آل سابق بن حسن، التي تنتمي إلى الوداعين من قبيلة الدواسر، وهي من الأسر المتحضرة التي استقرت في مدينة بريدة بالقصيم. عرفت أسرتها بآل دخيل نسبة إلى جدهم دخيل بن جار الله.

## نشأتها وحياتها
نشأت في أسرة كان لها شأن فوالدها صالح بن دخيل كان يعد من علماء بريدة البارزين، وعمها جار الله بن دخيل كان تاجرًا مشهورًا ووكيلاً لآل رشيد في بغداد في فترة ما قبل الحرب العالمية الأولى.
عندما وصلت إلى سن الزواج تزوج بها عبد العزيز بن متعب بن عبد الله بن رشيد، واعتبر زواجها أجنبيًا لكونها من عائلة بعيدة بنسبها عن عائلة آل رشيد أو قبيلتهم شمر، ويدخل هذا الزواج في إطار الزيجات السياسية التي يلجأ إليها الحكام لتوطيد نفوذهم؛ فعبد العزيز بن رشيد أراد به توثيق علاقته السياسية مع قبيلة الدواسر لتعزيز نفوذه في وسط نجد، كما أراد به تحسين علاقة حائل بالقصيم التي كانت متوترة خاصة في أعقاب موقعة المليداء 1308هـ/1891م.